# Risi Pouri-Lane
Risealeaana Pouri-Lane (28 de maio de 2000) é uma jogadora de rugby sevens neozelandesa, campeã olímpica.

## Vida pessoal
Pouri-Lane é descendente de Maori e filiada aos Ngāti Kuia, Ngāti Koata, Ngāi Tahu iwi. Ela estudou na Motueka High School, onde se formou em 2017.

## Carreira
Pouri-Lane foi capitã do time de sevens da Nova Zelândia, que conquistou o ouro nas Olimpíadas da Juventude de 2018 em Buenos Aires. Ela então se juntou ao time de Sevens Black Ferns e ganhou uma medalha de ouro nos Jogos da Commonwealth de 2018. Ela integrou a seleção nacional nos Jogos Olímpicos de Verão de 2020 em Tóquio, quando conquistou a medalha de ouro após derrotar a equipe francesa na final por 26–12.
Ela foi nomeada no time Black Ferns Sevens para os Jogos da Commonwealth de 2022 em Birmingham, quando conquistou o bronze. Mais tarde, ela ganhou uma medalha de prata na Copa do Mundo de Rugby Sevens de 2022 na Cidade do Cabo. Em 20 de junho de 2024, foi anunciado que ela havia sido selecionada como membro da equipe feminina de sevens da Nova Zelândia para as Olimpíadas de Paris.